# Tourriers
Tourriers település Franciaországban, Charente megyében. Lakosainak száma 787 fő (2022. január 1.). Tourriers Anais, Aussac-Vadalle, Jauldes, Saint-Amant-de-Boixe, Villejoubert és La Boixe községekkel határos.

## Népesség
A település népessége az elmúlt években az alábbi módon változott:
| Lakosok száma | 467  | 584  | 579  | 697  | 762  | 759  | 758  | 758  | 774  | 787  |
|               | 1968 | 1982 | 1990 | 2006 | 2013 | 2015 | 2017 | 2019 | 2020 | 2022 |